# فورک جنوبی، میزوری
فورک جنوبی (به انگلیسی: South Fork) یک منطقهٔ مسکونی در ایالات متحده آمریکا است که در میزوری واقع شده‌است. فورک جنوبی ۹٫۱ کیلومتر مربع مساحت و ۲۴۱ نفر جمعیت دارد و ۳۳۳٫۴۶ متر بالاتر از سطح دریا واقع شده‌است.